# Prix Louise-Labé
Le prix Louise-Labé (du nom de la poétesse Louise Labé), fondé en 1964 par les poètes Edith Mora et Pierrette Micheloud, est un prix littéraire francophone de poésie. Actuellement[Depuis quand ?] présidé par Claudine Helft, le prix récompense un recueil écrit en langue française, quelle que soit la nationalité de l'auteur ou de l'autrice, et publié au plus tard dix-huit mois avant l'année en cours. Le prix récompense de préférence un poète ayant déjà à son actif deux ou trois ouvrages remarqués mais n'ayant pas encore atteint une grande notoriété.

## Historique

### Fondation et philosophie
Les cofondatrices du prix sont Edith Mora, journaliste dans les années 1960 aux Nouvelles littéraires, où elle tient une chronique de poésie, et autrice d'un ouvrage notable sur Sappho, ainsi que Pierrette Micheloud, poète, critique littéraire et peintre.
Edith Mora souhaitait créer un jury exclusivement féminin, dans un contexte où les femmes étaient rarement représentées dans les jurys littéraires. Le premier jury incluait ainsi des représentantes de quatre grands pays francophones : la France, la Belgique, la Suisse et le Québec. Cette spécificité perdure aujourd'hui et constitue l'une des principales originalités du prix, à l'instar du prix Femina pour le roman.

### Évolution de la présidence
À la mort d'Edith Mora en 1970, Solange Fasquelle lui succède à la présidence, suivie de Gabrielle Marquet,, puis Pierrette Micheloud jusqu'en 1999, année où Claudine Helft reprend ce rôle qu'elle occupe toujours en 2025.

### Fonctionnement du prix

#### Règlement
Les candidatures peuvent se faire par envoi personnel ou par l'intermédiaire d'un éditeur, à l'adresse de la présidente ou d'un membre du jury. Un minimum de deux exemplaires est requis, l'âge de la majorité constituant la condition d'âge minimum. L'ouvrage présenté doit être écrit en langue française, quel que soit son pays d'origine, et avoir été publié au plus tard dix-huit mois avant l'année en cours. La période de candidature est close en mai de chaque année.

#### Jury
La particularité du prix est d'avoir un jury constitué exclusivement de femmes, comme le prix Femina. Cette spécificité voulue par les fondatrices perdure depuis 1964.
Les membres du jury en 2025 sont :
- Claudine Helft (présidente depuis 1999) ;
- Gabrielle Alter ;
- Béatrice Bonhomme ;
- Hélène Dorion (représentant le Québec) ;
- Sylviane Dupuis ;
- Anne Rothschild ;
- Nohad Salameh Alyn.

Les membres d'honneur sont :
- Yasmina Reza ;
- Norma Bosquet ;
- Lucie Guillevic.

#### Évolution sociologique
« À l'heure actuelle, je confirme, en tant que Présidente de ce Prix, que les poètes qui composent ce Jury n'usent d'aucune forme d'ostracisme envers les hommes et – que voulez-vous, noblesse oblige – je reconnais que, depuis quelques années, plus de candidats que de candidates furent nos lauréats »
Paradoxalement, alors que le prix fut créé pour promouvoir les femmes poètes, les lauréats masculins sont devenus majoritaires dans les années récentes, témoignant selon la présidente de l'évolution des pratiques d'écriture et de soumission des manuscrits.

## Particularités du prix

### Nature de la récompense
Le Prix Louise Labé est un prix purement honorifique, sans dotation financière. La reconnaissance qu'il apporte réside dans son prestige au sein du monde de la poésie francophone et dans la visibilité qu'il donne aux œuvres primées.

### Cérémonie de remise
Les cérémonies de remise ont lieu traditionnellement à Paris, souvent au Centre Wallonie-Bruxelles pour les lauréats récents. Elles s'accompagnent généralement de lectures d'extraits des œuvres primées et de rencontres avec les auteurs.

## Liste des lauréats

### Années 1960
| Année | Lauréat(e)      | Titre de l'œuvre            | Éditeur                       | Notes                |
| ----- | --------------- | --------------------------- | ----------------------------- | -------------------- |
| 1966  | Andrée Chedid   | Double Pays                 | Éditions GLM, Paris, 1965     | Premier prix décerné |
| 1967  | Liliane Wouters | Le Gel                      | Éditions Seghers, Paris, 1966 |                      |
| 1969  | Jean-Guy Pilon  | Saisons pour la continuelle | Éditions Seghers, Paris, 1969 |                      |

### Années 1970
| Année | Lauréat(e)                | Titre de l'œuvre         | Éditeur                                  | Notes |
| ----- | ------------------------- | ------------------------ | ---------------------------------------- | ----- |
| 1972  | Gisèle Prassinos          | La Vie, la Voix          | Éditions Flammarion, 1971                |       |
| 1974  | Francesca-Yvonne Caroutch | La Voie du cœur de verre | Éditions Saint-Germain-des-Prés, 1972    |       |
| 1976  | Georges Rose              | Formes                   | Éditions Chambelland, Paris, 1976        |       |
| 1977  | Alain Lambert             | Cyprès sombré            | Éditions Saint Germain-des-Prés, 1976    |       |
| 1979  | Anne-Marie Kegels         | Porter l'orage           | Éditions André de Rache, Bruxelles, 1978 |       |

### Années 1980
| Année | Lauréat(e)           | Titre de l'œuvre       | Éditeur                                           | Notes |
| ----- | -------------------- | ---------------------- | ------------------------------------------------- | ----- |
| 1980  | Jean-Georges Lossier | Le Long Voyage         | Éditions L'Âge d'homme, Lausanne, 1979            |       |
| 1982  | François Berger      | Mémoire d'anges        | Éditions de La Baconnière, Boudry-Neuchâtel, 1981 |       |
| 1984  | François Teyssandier | Livres du songe        | Éditions Belfond, 1983                            |       |
| 1985  | Richard Rognet       | Le Transi              | Éditions Belfond, 1985                            |       |
| 1986  | Jean Dubacq          | La Condition des soies | Éditions Groupe de recherches polypoétiques, 1986 |       |
| 1988  | Nohad Salameh        | L'Autre Écriture       | Dominique Bedou, 1987                             |       |
| 1989  | Jehan Despert        | Sel                    | Éditions Gerbert, 1988                            |       |

### Années 1990
| Année | Lauréat(e)                     | Titre de l'œuvre                               | Éditeur                                       | Notes        |
| ----- | ------------------------------ | ---------------------------------------------- | --------------------------------------------- | ------------ |
| 1990  | Kama Sywor Kamanda             | La Somme du néant                              | Éditions L'Harmattan, 1989                    |              |
| 1991  | François Montmaneix            | L'Autre Versant du feu                         | Éditions Belfond, 1990                        |              |
| 1992  | Claire Krähenbühl              | La Rebuse de l'épine noire                     | Éditions de l'Aire, 1991                      |              |
| 1993  | André Velter et Jacques Tornay | Du Gange à Zanzibar et De si longues distances | Gallimard, 1993 et Éditions Monographic, 1992 | Prix partagé |
| 1994  | Eric Brogniet                  | L'Atelier transfiguré                          | Le Cherche Midi, 1993                         |              |
| 1995  | André Lagrange                 | L'Épreuve du silence                           | Éditions L'Harmattan, 1995                    |              |
| 1996  | Claude de Burine               | L'Arbre aux oiseaux                            | La Bartavelle, 1996                           |              |
| 1997  | Judith Chavanne                | Entre le silence et l'arbre                    | Éditions Gallimard, 1997                      |              |
| 1998  | Jean-Pierre Vallotton          | Sommeils de givre sommeils de plomb            | Éditions Empreintes, 1998                     |              |
| 1999  | Nimrod                         | Passage à l'infini                             | Éditions Obsidiane, 1999                      |              |

### Années 2000
| Année | Lauréat(e)                                | Titre de l'œuvre                                     | Éditeur                                          | Notes             |
| ----- | ----------------------------------------- | ---------------------------------------------------- | ------------------------------------------------ | ----------------- |
| 2000  | Annie Salager                             | Terra Nostra                                         | Le Cherche midi, 1999                            |                   |
| 2001  | Béatrice de Jurquet                       | Le Jardin des batailles, suivi de Requête            | Éditions Circé, 1999                             |                   |
| 2002  | Yves Namur                                | Figures du très obscur                               | Éditions Phi/Écrits des Forges, 2000             |                   |
| 2003  | Georges-Elia Sarfati                      | L'Heure liguée, suite pour Gramophone                | Éditions L'Harmattan, 2002                       |                   |
| 2004  | Léopold Congo-Mbemba et Pierre-Yves Soucy | Ténors-Mémoires et Au-delà de la voix                | Présence Africaine, 2002 et La Taillis Pré, 2003 | Ex aequo          |
| 2005  | Claude Adelen                             | D'où pas même la voix                                | Éditions Dumerchez, 2005                         |                   |
| 2006  | Florilège                                 | Louise Labé, poèmes d'amour                          | Éditions Hybride, 2006                           | Prix exceptionnel |
| 2007  | Bernadette Engel-Roux                     | Une visitation                                       | Éditions de l'Arrière-pays, 2005                 |                   |
| 2008  | Jean-Philippe Raîche                      | Ne réveillez pas l'amour avant qu'elle ne le veuille | Éditions Perce-Neige, 2007                       |                   |

### Années 2010
| Année | Lauréat(e)                                   | Titre de l'œuvre                            | Éditeur                                                 | Notes                           |
| ----- | -------------------------------------------- | ------------------------------------------- | ------------------------------------------------------- | ------------------------------- |
| 2010  | Claude Beausoleil                            | La Blessure du silence                      | Caractères/Écrits des Forges, 2009                      |                                 |
| 2011  | Gérard Bocholier                             | Abîmes cachés                               | L'Arrière-Pays, 2010                                    |                                 |
| 2012  | Bruno Mabille                                | À celle qui s'avance                        | Éditions Gallimard, 2012                                |                                 |
| 2013  | Sylvie Fabre G.                              | Frère humain                                | L'Amourier, 2012                                        |                                 |
| 2014  | Jacques Vandenschrick                        | En qui n'oublie                             | Éditions Cheyne, 2013                                   |                                 |
| 2015  | Michèle Finck                                | La Troisième Main                           | Éditions Arfuyen, 2014                                  | Également Prix Apollinaire 2024 |
| 2016  | Pierre Voélin                                | Des voix dans l'autre langue                | La Dogana, 2015                                         |                                 |
| 2017  | Sylvie Kandé                                 | Gestuaire                                   | Éditions Gallimard, 2016                                |                                 |
| 2018  | Christian Hubin et Fabienne Courtade         | Face du son et Corps tranquille étendu      | L'Étoile des limites, 2017 et Éditions Flammarion, 2017 | Ex aequo                        |
| 2019  | Béatrice Marchal et Anne Emmanuelle Volterra | Un jour enfin l'accès et Scènes d'Hiroshima | L'herbe qui tremble, 2018 et Lanskine, 2018             | Ex aequo                        |

### Années 2020
| Année | Lauréat(e)                           | Titre de l'œuvre                                | Éditeur                                  | Notes                    |
| ----- | ------------------------------------ | ----------------------------------------------- | ---------------------------------------- | ------------------------ |
| 2020  | Émilie Turmel                        | Vanités                                         | Poètes de brousse, 2019                  |                          |
| 2022  | Mary-Laure Zoss                      | D'ici qu'à sa perte                             | Faï Fioc, 2021                           |                          |
| 2023  | Pascal Culerrier et Bernard Fournier | Un pur mouvement de l'être et Dits de la pierre | Unicité, 2022 et La Feuille de thé, 2022 | Ex aequo                 |
| 2024  | Esther Tellermann                    | Votre Écorce                                    | La Lettre volée, 2023                    | Hommage à Claude Esteban |

## Impact et reconnaissance

### Dans le paysage littéraire francophone
Le Prix Louise Labé occupe une place particulière dans l'écosystème des prix de poésie francophones. Sa spécificité de jury exclusivement féminin en fait un pendant poétique du Prix Femina dans le domaine romanesque. Il contribue à la découverte et à la reconnaissance de talents poétiques émergents de l'ensemble de la francophonie.

### Représentation géographique
L'analyse des lauréats révèle une forte représentation de la diversité francophone :
- France : majorité des lauréats
- Belgique : représentation notable (Liliane Wouters, Christian Hubin, Jacques Vandenschrick, etc.)
- Suisse : plusieurs lauréats (Jean-Georges Lossier, Mary-Laure Zoss, etc.)
- Québec/Canada : présence régulière (Jean-Guy Pilon, Claude Beausoleil, Émilie Turmel, etc.)
- Afrique francophone : représentation croissante

### Éditeurs récurrents
Certaines maisons d'édition reviennent fréquemment au palmarès : Gallimard, Flammarion, Cheyne, Arfuyen, L'Harmattan, ou encore les éditions spécialisées en poésie comme L'Arrière-Pays, Faï Fioc, ou La Lettre volée.